# Numero (linguistica)
In linguistica, il numero è una categoria grammaticale. Serve a esprimere formalmente la quantità dei referenti.

## Forme
A seconda delle lingue esistono le seguenti forme: il singolare, il duale, il triale, il quartale, il paucale e il plurale. Per esempio l'arabo classico, l'ebraico, lo sloveno e il sorabo hanno una forma di duale sia per i verbi sia per i sostantivi. Molte lingue non europee, come il cinese, non hanno nessun numero.
In tedesco o in italiano sono in uso il singolare e il plurale. In queste lingue l'uso del numero corretto è fondamentale per le seguenti parti del discorso: sostantivo, aggettivo, verbo, articolo e pronome.

## Eccezioni

### Singularia e pluralia tantum
Ci sono anche parole che possono occorrere solo al singolare o solo al plurale; queste sono dette rispettivamente singularia tantum e pluralia tantum.
- latte (singularia tantum)
- pane (singularia tantum)
- nozze (pluralia tantum)
- forbici (pluralia tantum)

### Quenya
In quenya, lingua inventata, esiste anche il numero plurale generale.

## Esempi
Esempi per i diversi numeri nei sostantivi italiani:
- scuola (singolare) - scuole (plurale)
- tavolo (singolare) - tavoli (plurale)
- uovo (singolare) - uova (plurale)
- tacco (singolare) - tacchi (plurale)
- artista (singolare) - artisti (plurale)
- insegnante (singolare) - insegnanti (plurale)

In italiano esistono parole il cui genere al plurale differisce dal genere al singolare, per esempio: il braccio - le braccia, l'orecchio - le orecchie, il ginocchio - le ginocchia.